# ABC Sound Studio

L'attraction ABC Sound Studio aussi nommée One Saturday Morning sound show était un spectacle sur le thème de l'importance du son dans le cinéma au travers d'un film. Elle était située au parc Disney-MGM Studios.

## Concept
L'attraction a été conçue pour « mettre en lumière » le rôle essentiel du son dans le cinéma. Mais ici les imagineers ont voulu donner un côté ludique à l'attraction. Elle se découpe en deux parties : une séance d'enregistrement d'effets sonores en 3 prises et une exposition interactive nommée Sound Works.
Cette attraction comprenait des extraits de la série télévisée issue de Disney's One Saturday Morning, Les 101 Dalmatiens, la série (1997-1998). Sept spectateurs étaient invités à ajouter des effets sonores à des extraits de la série.
- Ouverture : 1er juillet 1997[1]
- Fermeture : 20 février 1999[2]
- Durée : 15 min
- Capacité : 270 places
- Partenaire : American Broadcasting Company
- Situation : 28° 21′ 24″ N, 81° 33′ 35″ O
- Attractions précédentes :
  - Monster Sound Show 1er mai 1989 à 1997
- Attractions suivantes :
  - Sounds Dangerous printemps 1999